# Ajdir
Ajdir (Arabisch: أجدير, Berbers: ⴰⵊⴷⵉⵔ) is een stad in Marokko, in de Rif nabij Al Hoceima. Het was de hoofdstad van de Rif-Republiek, tussen 1921 en 1926 onder leiding van Mohammed Abdelkrim El Khattabi, die tevens in 1880 in Ajdir geboren is. De stad ligt in de regio Tanger-Tétouan-Al Hoceïma. Ajdir betekent in het Riffijns-Berbers 'ravijn'.

## Drie dorpen
In de Rif zijn er drie dorpen die de naam 'Ajdir' dragen. In het noorden bij de stad Al Hoceima, in het stamgebied Tamsaman en in het zuidelijke deel van de Rif tussen de steden Taza en Al Hoceima. Riffijnen noemen het 'zuidelijke Ajdir' : Ajdir N'Gzenaya. Dit omdat de bewoners van het dorp tot de Igzenayn horen.
Hoofdplaats: Al Hoceïma

Steden: Imzouren · Beni Bouayach · Ait Youssef Ou Ali · Ajdir

Dorpen: Ait Kamara · Boukidan · Tamassint

Marokko: Regio's, provincies en prefecturen